# Mylyn
Mylyn (произносится «майлин») — подсистема отслеживания ошибок и управления заданиями среды разработки Eclipse.
Mylyn динамически подстраивает интерфейс Eclipse, оставляет только те элементы в дереве ресурсов, которые соответствуют текущей задаче.
Mylyn логически продолжает такие «диалоги», как «Go Into», «Open Associated Perspective?»
Mylyn обеспечивает синхронизацию задач с внешними системами управления заданиями при условии, что в Eclipse установлен специальный модуль взаимодействия Mylyn с нужной системой управления заданиями - коннектор (connector). Вместе с Mylyn поставляются коннекторы для систем управления заданиями Bugzilla и Trac, для большинства других также существуют коннекторы разной степени проработанности, которые можно установить отдельно.